# 马库斯·米勒
马库斯·米勒（德語：Markus Miller，1982年4月6日—），是一名德国足球運動員，擔任守門員，現時效力德甲球會漢諾威96。其特点为反应较快，但出击是其弱点。他经常被誉为第二个卡恩，但他自己不喜欢这样被比较。绰号为“殺手米拿”。

## 生平
马库斯·米勒之前在奥格斯堡、斯图加特等队踢球。2004年起为卡尔斯鲁厄效力，隨隊降班德乙一季後，於2010年6月3日自由轉會返回德甲加盟漢諾威96，簽約一年，可自動延長一年，擔任（Florian Fromlowitz）的副車。

## 外部連結
- Markus Miller's profile at official KSC website （德文）